# Кейду
Кейду (перс. قيدو) — село в Ірані, у дегестані Ґолегзан, у Центральному бахші, шагрестані Хомейн остану Марказі. За даними перепису 2006 року, його населення становило 301 особу, що проживали у складі 100 сімей.

## Клімат
Середня річна температура становить 14,73 °C, середня максимальна – 34,00 °C, а середня мінімальна – -8,61 °C. Середня річна кількість опадів – 196 мм.
| Клімат поселення                              | Клімат поселення | Клімат поселення | Клімат поселення | Клімат поселення | Клімат поселення | Клімат поселення | Клімат поселення | Клімат поселення | Клімат поселення | Клімат поселення | Клімат поселення | Клімат поселення | Клімат поселення |
| Показник                                      | Січ.             | Лют.             | Бер.             | Квіт.            | Трав.            | Черв.            | Лип.             | Серп.            | Вер.             | Жовт.            | Лист.            | Груд.            |                  |
| Середній максимум, °C                         | 9,77             | 12,33            | 17,69            | 23,74            | 28,38            | 33,02            | 34,00            | 33,13            | 28,90            | 22,59            | 16,17            | 9,84             |                  |
| Середня температура, °C                       | 0,58             | 3,12             | 8,50             | 14,56            | 19,17            | 23,84            | 27,71            | 26,85            | 22,60            | 16,32            | 9,88             | 3,57             |                  |
| Середній мінімум, °C                          | −8,61            | −6,06            | −0,69            | 5,36             | 10,00            | 14,64            | 21,44            | 20,57            | 16,33            | 10,02            | 3,60             | −2,72            |                  |
| Норма опадів, мм                              | 35               | 32               | 35               | 23               | 14               | 1                | 2                | 1                | 1                | 6                | 19               | 27               |                  |
| Середньомісячна швидкість вітру, м/с          | 1.45             | 2.08             | 2.58             | 2.93             | 2.76             | 2.54             | 2.57             | 2.38             | 2.19             | 2.01             | 1.64             | 1.52             |                  |
| Середньомісячна сонячна радіація, кДж/м²·день | 9825             | 13180            | 15678            | 18901            | 22709            | 26623            | 25768            | 24441            | 21468            | 16186            | 11581            | 9566             |                  |
| --------------------------------------------- | ---------------- | ---------------- | ---------------- | ---------------- | ---------------- | ---------------- | ---------------- | ---------------- | ---------------- | ---------------- | ---------------- | ---------------- | ---------------- |
| Джерело:                                      |                  |                  |                  |                  |                  |                  |                  |                  |                  |                  |                  |                  |                  |